# 2. ŽNL Primorsko-goranska 2019./20.
Ovaj članak je podtema članka: 6. rang HNL-a 2019./20.#2. ŽNL Primorsko-goranska

2. ŽNL Primorsko-goranska u sezoni 2019./20. je predstavljala drugi stupanj županijske lige u Primorsko-goranskoj županiji, te ligu šestog stupnja hrvatskog nogometnog prvenstva. 
 
Kao posljedica pandemije COVID-19 u svijetu i Hrvatskoj, u ožujku je došlo do prekida odigravanja nogometnih natjecanja u Hrvatskoj 
6. svibnja 2020. Hrvatski nogometni savez je donio odluku o konačnom prekidu natjecanja za 2. HNL i sve ostale niže lige, te se njihov trenutni poredak uzima kao konačan.
 
    
U ligi je sudjelovalo 10 klubova, te je do prekida odigrana jesenska polusezona (9 kola), a prvakom je proglašen vodeći klub - "Lošinj" iz Malog Lošinja.  

## Ljestvica
| mj. | klub                 | ut. | pob. | ner. | por. | gol+ | gol- | bod | bod- |
| --- | -------------------- | --- | ---- | ---- | ---- | ---- | ---- | --- | ---- |
| 1.  | Lošinj (Mali Lošinj) | 9   | 7    | 0    | 2    | 40   | 12   | 21  |      |
| 2.  | Turbina Tribalj      | 9   | 6    | 1    | 2    | 34   | 20   | 19  |      |
| 3.  | Vrbovsko             | 9   | 5    | 3    | 1    | 20   | 12   | 18  |      |
| 4.  | Snježnik Gerovo      | 9   | 6    | 0    | 3    | 23   | 22   | 18  |      |
| 5.  | Zamet Rijeka         | 9   | 5    | 2    | 2    | 24   | 13   | 17  |      |
| 6.  | Gomirje              | 9   | 3    | 1    | 4    | 24   | 22   | 10  |      |
| 7.  | Goranka Ravna Gora   | 9   | 3    | 0    | 6    | 17   | 22   | 9   |      |
| 8.  | Polet Skrad          | 9   | 2    | 1    | 6    | 10   | 36   | 7   |      |
| 9.  | Željezničar Moravice | 9   | 0    | 5    | 4    | 12   | 23   | 4   | -1   |
| 10. | Mrkopalj             | 9   | 0    | 1    | 8    | 7    | 32   | 1   |      |

- odigrano 9 od predviđenih 18 kola (jesenska polusezona)

## Rezultatska križaljka
| kratica | klub                 | GOM | GOR | LOŠ | MRK | POL | SNJE | TUR | VRB | ZAM | ŽELJ |
| --- | -------------------- | --- | --- | --- | --- | --- | ---- | --- | --- | --- | ---- |
| GOM | Gomirje              |     |     |     |     |     |      |     |     |     |      |
| GOR | Goranka Ravna Gora   |     |     |     |     |     |      |     |     |     |      |
| LOŠ | Lošinj (Mali Lošinj) |     |     |     |     |     |      |     |     |     |      |
| MRK | Mrkopalj             |     |     |     |     |     |      |     |     |     |      |
| POL | Polet Skrad          |     |     |     |     |     |      |     |     |     |      |
| SNJE | Snježnik Gerovo      |     |     |     |     |     |      |     |     |     |      |
| TUR | Turbina Tribalj      |     |     |     |     |     |      |     |     |     |      |
| VRB | Vrbovsko             |     |     |     |     |     |      |     |     |     |      |
| ZAM | Zamet Rijeka         |     |     |     |     |     |      |     |     |     |      |
| ŽELJ | Željezničar Moravice |     |     |     |     |     |      |     |     |     |      |
| |                      |     |     |     |     |     |      |     |     |     |      |
| podebljan rezultat - utakmice od 1. do 9. kola (1. utakmica između klubova) rezultat normalne debljine - utakmice od 10. do 18. kola (2. utakmica između klubova) rezultat nakošen - nije vidljiv redoslijed odigravanja međusobnih utakmica iz dostupnih izvora rezultat nakošen i smanjen * - iz dostupnih izvora nije uočljiv domaćin susreta prekrižen rezultat - poništena ili brisana utakmica p - utakmica prekinuta 3:0 p.f. / 0:3 p.f. - rezultat 3:0 bez borbe n.i. - nije igrano |                      |     |     |     |     |     |      |     |     |     |      |

 Izvori: 

## Vanjske poveznice
- nspgz.hr - Nogometni savez primorsko-goranske županije
- sportcom.hr, 1.A/B ŽNL / 2. ŽNL Primorsko-goranska